# Parafia św. Jana Nepomucena w Kliczkowie Małym
Parafia Świętego Jana Nepomucena w Kliczkowie Małym – parafia rzymskokatolicka znajdująca się w diecezji kaliskiej, w dekanacie Złoczew.